# Charles Eastman
Charles Alexander Eastman, né Hakadah le 19 février 1858, (plus tard nommé Ohíye S’a), et mort le 8 janvier 1939 est un médecin du Santee Dakota qui a étudié à l'Université de Boston, et est également écrivain, conférencier national et réformateur.

## Biographie
En 1911, Charles Eastman représente les Amérindiens au Premier Congrès universel des races (First Universal Race Congress), à Londres. 

## Œuvre
- Memories of an Indian Boyhood, autobiography; McClure, Philips, 1902.
- Indian Boyhood, New York; McClure, Phillips & Co., 1902. Online at Webroots.
- Red Hunters and Animal People, legends; Harper and Brothers, 1904.
- The Madness of Bald Eagle, legend; 1905.
- Old Indian Days, legends; McClure, 1907.
- Wigwam Evenings: Sioux Folk Tales Retold (co-author with his wife Ellen Goodale Eastman), legends; Little, Brown, 1909.
- Smoky Day's Wigwam Evenings (co-written with Ellen Goodale Eastman), 1910
- The Soul of the Indian: An Interpretation, Houghton, 1911.
- Indian Child Life, nonfiction, Little, Brown, 1913.
- Indian Scout Talks: A Guide for Scouts and Campfire Girls, nonfiction, Little, Brown, 1914. (retitled Indian Scout Craft and Lore, Dover Publications).  A 1914 reviewer writes, "If one should follow this guide, one would soon begin to doubt he is a white man"[2].
- The Indian Today: The Past and Future of the Red American, Doubleday-Page, 1915.
- From the Deep Woods to Civilization: Chapters in the Autobiography of an Indian, autobiography; Little, Brown, 1916.
- Indian Heroes and Great Chieftains, Little, Brown, 1918. Also Online at Webroots.

### Source de la traduction
- (en) Cet article est partiellement ou en totalité issu de l’article de Wikipédia en anglais intitulé « Charles Eastman » (voir la liste des auteurs).